# Нема проблема
Нема проблема је југословенски филм, снимљен 1984. године у режији Миће Милошевића а сценарио је писао Синиша Павић.

## Радња
Директор једног предузећа запада у неприлике када се испостави да радницима не могу да буду исплаћени лични дохоци. Шта да се ради кад су милијарде отишле на изградњу фудбалског стадиона који је сада празан, а банка неће да одобри нове кредите за бесмислене инвестиције. Можда ће празан стадион ипак моћи да испуни популарна певачица Лепа Брена, али пут до остварења те идеје испуњен је многим перипетијама и проблемима јунака филма.

## Улоге
| Глумац                   | Улога                            |
| ------------------------ | -------------------------------- |
| Никола Симић             | Миленко Пантић                   |
| Власта Велисављевић      | Милојко Пајковић                 |
| Јован Јанићијевић Бурдуш | Портир Небојша Ивковић „Нићифор“ |
| Богић Бошковић           | Бата „Лажов“                     |
| Велимир Бата Живојиновић | Бренин менаџер                   |
| Радмила Живковић         | Пантићева секретарица            |
| Милутин Мима Караџић     | Фудбалер са шрафцигером          |
| Александар Тодоровић     | Живорад Јоцић „Платини“          |
| Љуба Тадић               | Доктор                           |
| Весна Чипчић             | Медицинска сестра                |
| Јелица Сретеновић        | Пантићева супруга Лепосава       |
| Предраг Милинковић       | Фудбалски судија                 |
| Лепомир Ивковић          | Штрајкач                         |
| Петар Краљ               | Директор банке Митровић          |
| Мило Мирановић           | Затвореник                       |
| Ратко Танкосић           | Тапкарош                         |
| Андрија Мркаић           | Пантићев син                     |
| Ратко Милетић            |                                  |

## Аутентичне личности
- Лепа Брена
- Саша Поповић